# 刘宫
刘宫（前1世纪—1世纪），西汉盱台侯刘蒙之子，虽然刘蒙之获罪被免去侯爵，但刘宫仍得封盱台侯。元始二年（2年），王莽主政，封刘宫为广世王，奉祀其祖父江都易王刘非。居攝三年（8年），王莽代漢，降爵为公，次年封国废除。